# Oranjebuurt (Helmond)
De Oranjebuurt in Helmond is een typische jaren 30-wijk in het westen van Helmond. De straten zijn genoemd naar aan de leden van het Oranjehuis, zoals de Mauritslaan, Julianalaan, Emmastraat, Willemstraat, Prins Bernardlaan en de Nassaustraat. De 'oude' Oranjebuurt ligt ingeklemd tussen de Wesselmanlaan en de Julianalaan. Later zijn er nog meerdere lanen en straten aan toegevoegd. 
De Oranjebuurt is een zeer gewilde wijk om in te wonen. In het Helmond wordt de Oranjebuurt ook wel "D'n Hirrebult" genoemd, ofwel "De Heerenbult". In de jaren dertig woonde er vooral de rijkere bevolking van Helmond, vaak het hoger management van de fabrieken. Een andere naam (minder vaak gebruikt) is Het Oranjedakpannendorp, vanwege de kleur van de daken van de meeste huizen. Ook werd de wijk vaak de "Rooiebult" genoemd; niet alleen omdat de wegen in deze wijk rood zijn, maar ook omdat de wijk vroeger een mooie middenstandswijk was, waarvan de inwoners vaak rood stonden bij de bank.
Het stadscentrum is op loopafstand en zo ook het stadspark de Warande. Ook is de naam de Oranjebuurt verleend aan de oudste carnavalsvereniging van Helmond. De start van het carnaval voor deze vereniging begint traditiegetrouw met het "kat de bel aanbinden".
Het enige ziekenhuis van Helmond bevindt zich in in deze buurt aan de Wesselmanlaan, het Elkerliek Ziekenhuis. 